# Szalai Tamás (labdarúgó, 1958)
Szalai Tamás (Dorog, 1958. december 17. –) labdarúgó, hátvéd, zenész, közéleti személyiség.

## Pályafutása

### Labdarúgóként
Nyergesújfalun nőtt fel és a helyi Viscosa SE csapatában kezdte pályafutását. 1966-ban lett igazolt játékos és már 13 évesen bemutatkozott a felnőtt csapatban. 1973-ban Emsberger Gyula, a Tatabányai Bányász technikai vezetője fedezte fel és igazolta a nagymúltú egyesületbe. Buzánszky Jenő közbenjárásával igazolta le a Dorogi AC csapata 1976-ban. Azonban sem Tatabányán, sem Dorogon nem került sor játékára bajnoki mérkőzésen. Mindkét klubnál a tartalék bajnokságban szerepelt és különböző kupamérkőzéseken kapott lehetőséget. 1979-ben visszaigazolt anyaegyesületéhez. A Viscosával megyei bajnoki címet nyert és feljutottak a NB III-ba 1983-ban. 1986-ban ismét Dorogra került, ahol előbb 1987-ben bronzérmet nyert csapatával a harmadosztályban, majd a következő évben ezüstérmet, egyben feljutottak az NB II-be. 1989-ben újra Nyergesre került, majd az azt követő évadban Lábatlanra igazolt és ott fejezte be aktív labdarúgó pályafutását. Labdarúgó évei alatt a védelem tengelyében játszott, legtöbbször jobb- és középhátvéd szerepkörben, a Viscosában pedig középpályásként is szerepelt.

### Zenészként
Az 1980-as évektől aktívan zenél. Alapító tagja, valamint gitáros-énekese a Szalai bandnek, amely 2014-ben ünnepli fennállásának 30. évfordulóját. A zenekarral komolyabb ismeretséget és népszerűséget szereztek. Elsősorban Komárom-Esztergom megye szerte játszanak sokat különböző rendezvényeken, összejöveteleken, egyben a zenekar gyakran önálló klubesteket is szervez.

## Családja
Elvált, két gyermeke van, Henrietta (1981) és Tamás (1984). Jelenleg Nyergesújfalun, párkapcsolatban él.